# Zainal Rashid Mu'adzam Shah II di Kedah
Paduka Sri Sultan Zainal Rashid Mu'adzam Shah II ibni Almarhum Sultan Ahmad Tajuddin Mukarram Shah (Kedah, 4 settembre 1857 – Alor Setar, 22 settembre 1881) è stato sultano di Kedah dal 1879 al 1881.

## Biografia
Zainal Rashid Mu'adzam Shah II nacque nel Kedah il 4 settembre 1857 ed era il primo figlio del sultano Ahmad Shah Tajuddin Mukarram e della sua seconda moglie Wan Jahara binti Long Nik Abidin (Wan Jah). Venne educato privatamente.
Nell'aprile del 1874 ricevette il titolo di Phraya Ritsungrama Ramabhakti Sri Sultan Muhammad Rajamunira Surindra Varman Phraya Saiburi. Fu proclamato sultano alla morte del padre, il 22 giugno 1879. Nel gennaio dell'anno successivo ricevette l'investitura presso il Grande Palazzo Reale di Bangkok. Regnò sotto la reggenza di suo zio, Tunku Yusuf.
Si sposò tre volte ed ebbe due figli, un maschio e una femmina.
Morì avvelenato nel suo palazzo di Alor Setar il 22 settembre 1881 e fu sepolto nel cimitero reale di Kota Langgar.